# Mike Craig
Michael Craig (né le 6 juin 1971 à London dans la province de l'Ontario au Canada) est un joueur de hockey sur glace retraité et entraîneur évoluant à la position d'ailier.

## Carrière
Réclamé au deuxième tour du repêchage de 1989 de la LNH par les North Stars du Minnesota alors qu'il évolue pour les Generals d'Oshawa de la Ligue de hockey de l'Ontario, Mike Craig retourne avec ces derniers et remporte avec eux la saison suivante la Coupe Memorial. Appelé à représenter l'équipe du Canada lors du Championnat du monde junior de 1990, il y remporte avec la formation canadienne la médaille d'or.
Fier de ces succès au niveau junior, les North Stars l'intègre au sein de l'équipe dès la saison 1990-1991. L'ailier dispute trente-neuf rencontres obtenant douze points, de plus, il participe à dix matchs en Série éliminatoire voyant les siens s'incliner en finale de la Coupe Stanley face aux Penguins de Pittsburgh.
Au cours des deux saisons suivantes, il atteint le plateau des quinze buts en saison régulière, puis en ajoute treize lors de la saison 1993-1994 alors que l'organisation est transférée et devient les Stars de Dallas. Déçu de sa contribution offensive, les Stars décident de ne pas renouveler le contrat du joueur à l'été suivant. Ainsi Craig s'entend alors avec les Maple Leafs de Toronto pour trois saisons mais voit sa production chuter alors qu'il est incapable de franchir le cap des dix buts.
Délaissé par les Leafs au terme de son contrat, l'ailier rejoint la Ligue internationale de hockey pour la saison 1997-1998 avant de tenter un retour dans la LNH, cette fois avec les Sharks de San José. Il ne dispute cependant que trois parties avec le grand club en quatre saisons, s'alignant pour le reste avec les clubs affiliés aux Sharks dans la Ligue américaine de hockey.
Voyant qu'aucune équipe de la LNH n'est intéressée à ses services en 2002, il s'engage alors avec le SC Langnau de la LNA en Suisse. Il rejoint également au cours de cette saison l'équipe du Canada à l'occasion du tournoi de la Coupe Spengler qu'ils remportent. Craig quitte par la suite pour l'Autriche et les Capitals de Vienne où il évolue durant les quatre saisons suivantes, décrochant au passage son plus haut total de points en carrière avec 86. Il passe par la suite au EC Klagenfurt AC où il reste quatre autres années avant de se joindre pour un an au EC Villacher SV.
Mike Craig dispute une saison de plus, cette fois avec le HC Egna de la Serie A2 en Italie avant de mettre un terme à sa carrière de joueur à l'âge de quarante-deux ans. Le 14 août 2013, jour de l'annonce de son retrait, Craig accepte le poste d'entraîneur-adjoint pour la formation des Hurricanes de Lethbridge de la Ligue de hockey de l'Ouest.

## Statistiques
| Saison      | Équipe                     | Ligue          |     | Saison régulière | Saison régulière | Saison régulière | Saison régulière | Saison régulière |    | Séries éliminatoires | Séries éliminatoires | Séries éliminatoires | Séries éliminatoires | Séries éliminatoires |
| Saison      | Équipe                     | Ligue          | PJ  | B                | A                | Pts              | Pun              | PJ               | B  | A                    | Pts                  | Pun                  |                      |                      |
| 1986-1987   | Navy Vets de Woodstock     | ONJC           | 32  | 29               | 19               | 48               | 64               | -                | -  | -                    | -                    | -                    |                      |                      |
| 1987-1988   | Generals d'Oshawa          | LHO            | 61  | 6                | 10               | 16               | 39               | 7                | 0  | 1                    | 1                    | 11                   |                      |                      |
| 1988-1989   | Generals d'Oshawa          | LHO            | 63  | 36               | 36               | 72               | 34               | 6                | 3  | 1                    | 4                    | 6                    |                      |                      |
| 1989-1990   | Generals d'Oshawa          | LHO            | 43  | 36               | 40               | 76               | 85               | 17               | 10 | 16                   | 26                   | 46                   |                      |                      |
| 1990        | Generals d'Oshawa          | Coupe Memorial | -   | -                | -                | -                | -                | 3                | 5  | 4                    | 9                    | 10                   |                      |                      |
| 1990-1991   | North Stars du Minnesota   | LNH            | 39  | 8                | 4                | 12               | 32               | 10               | 1  | 1                    | 2                    | 20                   |                      |                      |
| 1991-1992   | North Stars du Minnesota   | LNH            | 67  | 15               | 16               | 31               | 155              | 4                | 1  | 0                    | 1                    | 7                    |                      |                      |
| 1992-1993   | North Stars du Minnesota   | LNH            | 70  | 15               | 23               | 38               | 106              | -                | -  | -                    | -                    | -                    |                      |                      |
| 1993-1994   | Stars de Dallas            | LNH            | 72  | 13               | 24               | 37               | 139              | 4                | 0  | 0                    | 0                    | 2                    |                      |                      |
| 1994-1995   | Maple Leafs de Toronto     | LNH            | 37  | 5                | 5                | 10               | 12               | 2                | 0  | 1                    | 1                    | 2                    |                      |                      |
| 1995-1996   | Maple Leafs de Toronto     | LNH            | 70  | 8                | 12               | 20               | 42               | 6                | 0  | 0                    | 0                    | 18                   |                      |                      |
| 1996-1997   | Maple Leafs de Toronto     | LNH            | 65  | 7                | 13               | 20               | 62               | -                | -  | -                    | -                    | -                    |                      |                      |
| 1997-1998   | Dragons de San Antonio     | LIH            | 12  | 4                | 1                | 5                | 18               | -                | -  | -                    | -                    | -                    |                      |                      |
| 1997-1998   | Blades de Kansas City      | LIH            | 59  | 14               | 33               | 47               | 68               | 11               | 5  | 5                    | 10                   | 28                   |                      |                      |
| 1998-1999   | Sharks de San José         | LNH            | 1   | 0                | 0                | 0                | 0                | -                | -  | -                    | -                    | -                    |                      |                      |
| 1998-1999   | Thoroughblades du Kentucky | LAH            | 52  | 27               | 17               | 42               | 72               | 12               | 5  | 4                    | 9                    | 18                   |                      |                      |
| 1999-2000   | Thoroughblades du Kentucky | LAH            | 76  | 39               | 39               | 78               | 116              | 9                | 5  | 5                    | 10                   | 14                   |                      |                      |
| 2000-2001   | Bears de Hershey           | LAH            | 57  | 21               | 22               | 43               | 73               | 12               | 3  | 2                    | 5                    | 20                   |                      |                      |
| 2001-2002   | Sharks de San José         | LAH            | 2   | 0                | 0                | 0                | 2                | -                | -  | -                    | -                    | -                    |                      |                      |
| 2001-2002   | Barons de Cleveland        | LAH            | 69  | 35               | 25               | 60               | 87               | -                | -  | -                    | -                    | -                    |                      |                      |
| 2002-2003   | SC Langnau                 | LNA            | 44  | 17               | 18               | 35               | 97               | -                | -  | -                    | -                    | -                    |                      |                      |
| 2003        | Canada                     | Coupe Spengler | -   | -                | -                | -                | -                | 4                | 0  | 0                    | 0                    | 4                    |                      |                      |
| 2003-2004   | Capitals de Vienne         | EBEL           | 46  | 24               | 22               | 46               | 76               | -                | -  | -                    | -                    | -                    |                      |                      |
| 2004-2005   | Capitals de Vienne         | EBEL           | 41  | 32               | 39               | 71               | 84               | 10               | 5  | 6                    | 11                   | 22                   |                      |                      |
| 2005-2006   | Capitals de Vienne         | EBEL           | 47  | 25               | 34               | 59               | 103              | 5                | 2  | 0                    | 2                    | 8                    |                      |                      |
| 2006-2007   | Capitals de Vienne         | EBEL           | 56  | 43               | 43               | 86               | 130              | 3                | 3  | 3                    | 6                    | 0                    |                      |                      |
| 2007-2008   | EC Klagenfurt AC           | EBEL           | 34  | 19               | 14               | 33               | 60               | 3                | 0  | 0                    | 0                    | 24                   |                      |                      |
| 2008-2009   | EC Klagenfurt AC           | EBEL           | 54  | 25               | 24               | 49               | 78               | 16               | 8  | 12                   | 20                   | 28                   |                      |                      |
| 2009-2010   | EC Klagenfurt AC           | EBEL           | 45  | 24               | 14               | 38               | 54               | 7                | 1  | 3                    | 4                    | 8                    |                      |                      |
| 2010-2011   | EC Klagenfurt AC           | EBEL           | 46  | 24               | 14               | 38               | 81               | 14               | 6  | 5                    | 11                   | 20                   |                      |                      |
| 2011-2012   | EC Villacher SV            | EBEL           | 37  | 14               | 15               | 29               | 40               | -                | -  | -                    | -                    | -                    |                      |                      |
| 2012-2013   | HC Egna                    | Serie A2       | 11  | 7                | 8                | 15               | 22               | 7                | 1  | 4                    | 5                    | 12                   |                      |                      |
| Totaux LNH  | Totaux LNH                 | Totaux LNH     | 423 | 71               | 97               | 168              | 550              | 26               | 2  | 2                    | 4                    | 49                   |                      |                      |
| Totaux EBEL | Totaux EBEL                | Totaux EBEL    | 406 | 230              | 219              | 449              | 706              | 58               | 25 | 29                   | 54                   | 110                  |                      |                      |

### Statistiques en équipe nationale
| Année | Équipe | Compétition                 |   | PJ | B | A  | Pts | Pun           |  | Résultat |
| 1990  | Canada | Championnat du monde junior | 7 | 3  | 0 | 3  | 8   | Médaille d'or |  |          |
| 1991  | Canada | Championnat du monde junior | 7 | 6  | 5 | 11 | 8   | Médaille d'or |  |          |

## Honneurs et trophées
- Ligue de hockey de l'Ontario
  - Vainqueur de la Coupe Memorial avec les Generals d'Oshawa en 1990.
- Championnat du monde junior
  - Nommé dans l'équipe d'étoiles du tournoi en 1991.
- EBEL
  - Vainqueur du championnat de la ligue en 2005 avec les Capitals de Vienne et en 2009 avec le EC Klagenfurt AC.
  - Meilleur pointeur de la ligue en 2004-2005 avec 71 points.
  - Meilleur buteur de la ligue en 2006-2007 avec 43 buts et en 2008-2009 avec 30 buts.

## Transactions en carrière
- Repêchage 1989 : réclamé par les North Stars du Minnesota (2e choix de l'équipe, 28e au total).
- 9 juin 1993 : transféré aux Stars de Dallas lors de la relocalisation des North Stars.
- 13 juillet 1998 : signe à titre d'agent libre avec les Sharks de San José.
- 2 août 2000 : signe à titre d'agent libre avec l'Avalanche du Colorado.
- 6 septembre 2001 : signe à titre d'agent libre avec les Sharks de San José.
- 1er mai 2002 : signe à titre d'agent libre avec le SC Langnau de la LNA .
- 26 juillet 2003 : signe à titre d'agent libre avec les Capitals de Vienne de l'EBEL.
- juillet 2007 : signe à titre d'agent libre avec le EC Klagenfurt AC de l'EBEL.
- 1er décembre 2011 : signe à titre d'agent libre avec le EC Villacher SV de l'EBEL.
- 13 janvier 2013 : signe à titre d'agent libre avec le HC Egna de la Serie A2.
- 14 août 2013 : annonce son retrait de la compétition et accepte le poste d'entraîneur-adjoint avec les Hurricanes de Lethbridge de la Ligue de hockey de l'Ouest.